# Departamentul Louetsi-Wano
Departamentul Louetsi-Wano este un departament din provincia Ngounié  din Gabon. Reședința sa este orașul Lebamba.